# Sericops fasciata
Sericops fasciata is een vliesvleugelig insect uit de familie Perilampidae. De wetenschappelijke naam is voor het eerst geldig gepubliceerd in 1894 door Kriechbaumer.